# Betaald Voetbal De Graafschap
Il Betaald Voetbal De Graafschap, noto semplicemente come De Graafschap (ned. per "la contea"), è una società calcistica olandese con sede nella città di Doetinchem. Gioca nell'Eerste Divisie, la seconda serie del campionato olandese.
Il De Graafschap è un club di antica tradizione: nei Paesi Bassi ha molti sostenitori e fan club, il cui numero può essere paragonato a quello di molte squadre di rilievo, ma non ha mai vinto un trofeo nazionale importante e non ha mai partecipato a competizioni continentali.

## Storia
Il Betaald Voetbal De Graafschap ("calcio professionistico per la contea") viene costituito a Doetinchem il 1º febbraio 1954 sotto la guida di Johan Roodberg e inizia a giocare su un campo da gioco dove, nel 2000, sarà poi edificato lo stadio De Vijverberg. Adotta inizialmente una maglia a righe orizzontali blu e bianche, pantaloni bianchi e calzettoni a righe orizzontali blu e bianche. Con la fusione della NBVB e la KNVB, il De Graafschap inizia a militare nei campionati professionistici. Nel 1955 si fuse con l'VV Oosseld (fondato nel 1922 e noto con l'acronimo VVO) per formare il Vereniging Betaald Voetbal De Graafschap ("club calcistico professionistico De Graafschap") o VBV De Graafschap.
Nel 2005 il De Graafschap per la prima volta viene retrocesso dopo i play out. Nella stagione successiva riesce ad accedere ai play off come candidato alla promozione ma viene sconfitto.
Finalmente, nel 2007, raggiunge la prima posizione e ritorna nella massima serie nazionale. L'esordio non è dei più felici, vista la pesante sconfitta contro l'Ajax per 8-1. Al termine della stagione 2008-2009 viene retrocesso nuovamente in Eerste Divisie.
Nella stagione di Eerste Divisie 2014-2015 si piazza sesta e accede ai play-off. Dopo aver battuto l'Almere City , il Go Ahead Eagles ed il Volendam viene promosso in Eredivisie per la stagione 2014–2015.
L’8 maggio 2016, nell’ultima giornata di campionato, la squadra, già retrocessa matematicamente da qualche giornata, diventa la nuova rivale dell’Ajax. Ajax e PSV si giocano il campionato all’ultima giornata con gli stessi punti, ma differenza reti a favore della squadra di Amsterdam. Ormai sembra già tutto scritto, ma il De Graafschap ferma l’Ajax su un clamoroso pareggio (1-1), regalando un combattutissimo campionato ai rivali del PSV Eindhoven.
L’anno seguente conclude una tranquilla annata in Eerste Divisie con un 12º posto, mentre nella stagione 2017-2018 si piazza al 4º posto. Vinti i play-off per la promozione, il club torna in massima serie. L’esordio nella nuova stagione avviene nei migliori dei modi, con un sorprendente successo per 2-0 contro il Feyenoord; nonostante ciò, il club staziona in classifica tra le ultime posizioni ed il 16 Dicembre 2018 subisce un pesante 8-0 sul campo dell'Ajax. Dopo la disfatta di Amsterdam, il club continua un'altalenante serie di risultati: da vittorie convincenti (come il 5-1 rifilato al Fortuna Sittard od il 3-0 al NAC Breda, consentendo inoltre l’abbandono dell’ultima posizione in classifica) a sconfitte schiaccianti (come il 4-0 subito dal Feyenoord. Tuttavia, verso la fine della stagione, il club sembra aver trovato un giusto equilibrio, riuscendo a fare punti anche contro squadre impegnate nella lotta europea, come AZ Alkmaar ed Heerenveen, ma il distacco dalle rivali non viene colmato e, con due giornate di anticipo, la squadra è costretta a chiudere il campionato al penultimo posto e a prendere parte, per l’ennesima volta, agli spareggi promozione/retrocessione.
Inoltre, nella stagione 2018-19, è l’unico club dell’Eredivisie ad avere solo giocatori olandesi in rosa, ben 27..

## Allenatori
- Leendert IJssennagger (1954–55)
- Heinz Huber (1955)
- Jan Poulus (1955–59)
- Wim Engel (1959)
- Eric Jones (1960–62)
- Evert Teunissen (1962–67)
- Ad Zonderland (1967–71)
- Bert van Lingen (1971)
- Piet de Visser (1971–74)
- Evert Teunissen (1974–76)
- Ben Polak (1976, interim)
- Hans Dorjee (1976–77)
- Henk Ellens (1977–78)
- Pim van de Meent (1978–80)
- Huib Ruijgrok (1980–83)
- Sandor Popovics (1983–85)
- Henk van Brussel (1985–87)
- Pim Verbeek (1987–89)
- Ben Zweers (1989)
- Simon Kistemaker (1989–93)
- Jan Versleijen (1993–94)
- Frans Körver (1994–95)
- Hans van Doorneveld (1995)

- Fritz Korbach (1995–98)
- Frans Thijssen (1999)
- Rob McDonald (1999–00)
- Jurrie Koolhof (2000, interim)
- Gerard Marsman (2000–01)
- Jurrie Koolhof (2001–02)
- Peter Bosz (2002–03)
- Frans Adelaar (2003–04)
- Gert Kruys (2004–05)
- Andries Ulderink (2005, interim)
- Jan de Jonge (2005–08)
- Henk van Stee (2008–09)
- Darije Kalezić (2009–11)
- Andries Ulderink (2011–12)
- Richard Roelofsen (2012, interim)
- Pieter Huistra (2012–2013)
- Jan Vreman (2013–2014, interim)
- Jimmy Calderwood (2014)
- Jan Vreman (2014-2016)
- Henk de Jong (2017–19)
- Mike Snoei (2019-)

## Palmarès

### Competizioni nazionali
- Eerste Divisie: 3

1990-1991, 2006-2007, 2009-2010
- Tweede Divisie: 1

1968-1969

### Altri piazzamenti
- Eerste Divisie:

Terzo posto: 1984-1985, 2020-2021
Promozione: 1972-1973, 1980-1981, 1994-1995, 2003-2004, 2014-2015, 2017-2018

## Organico

### Rosa 2024-2025
| N. |                        | Ruolo | Calciatore        |
| -- | ---------------------- | ----- | ----------------- |
| 1  | Paesi Bassi (bandiera) | P     | Ties Wieggers     |
| 2  | Finlandia (bandiera)   | D     | Seth Saarinen     |
| 3  | Paesi Bassi (bandiera) | D     | Rowan Besselink   |
| 4  | Paesi Bassi (bandiera) | D     | Maas Willemsen    |
| 5  | Paesi Bassi (bandiera) | D     | Levi Schoppema    |
| 6  | Paesi Bassi (bandiera) | C     | Lion Kaak         |
| 7  | Slovenia (bandiera)    | C     | Tristan van Gilst |
| 8  | Paesi Bassi (bandiera) | C     | Donny Warmerdam   |
| 9  | Paesi Bassi (bandiera) | A     | Yannick Eduardo   |
| 10 | Marocco (bandiera)     | A     | Mimoun Mahi       |
| 11 | Canada (bandiera)      | C     | Simon Colyn       |
| 12 | Paesi Bassi (bandiera) | P     | Sten Kremers      |
| 14 | Paesi Bassi (bandiera) | D     | Joran Hardeman    |
| 15 | Paesi Bassi (bandiera) | A     | Jesse van de Haar |
| 16 | Paesi Bassi (bandiera) | P     | Joshua Smits      |

| N. |                        | Ruolo | Calciatore          |
| -- | ---------------------- | ----- | ------------------- |
| 20 | Paesi Bassi (bandiera) | D     | Rio Hillen          |
| 21 | Paesi Bassi (bandiera) | D     | Kaya Symons         |
| 22 | Capo Verde (bandiera)  | D     | Jeffrey Fortes      |
| 23 | Paesi Bassi (bandiera) | C     | Philip Brittijn     |
| 26 | Paesi Bassi (bandiera) | C     | Blnd Hassan         |
| 27 | Paesi Bassi (bandiera) | C     | Anass Najah         |
| 28 | Paesi Bassi (bandiera) | C     | Arjen van der Heide |
| 29 | Paesi Bassi (bandiera) | C     | Tygo Grotenhuis     |
| 30 | Marocco (bandiera)     | C     | Ibrahim El Kadiri   |
| 34 | Paesi Bassi (bandiera) | C     | Anis Yadir          |
| 37 | Portogallo (bandiera)  | C     | Wanya Marçal        |
| 42 | Paesi Bassi (bandiera) | C     | Stan Wevers         |
| 47 | Paesi Bassi (bandiera) | C     | Youssef El Jebli    |
|    | Paesi Bassi (bandiera) | A     | Reuven Niemeijer    |

### Rosa 2023-2024
| N. |                        | Ruolo | Calciatore          |
| -- | ---------------------- | ----- | ------------------- |
| 1  | Paesi Bassi (bandiera) | P     | Mees Bakker         |
| 3  | Paesi Bassi (bandiera) | D     | Jan Lammers         |
| 4  | Paesi Bassi (bandiera) | D     | Xandro Schenk       |
| 6  | Paesi Bassi (bandiera) | C     | Lion Kaak           |
| 7  | Slovenia (bandiera)    | A     | David Flakus Bosilj |
| 8  | Paesi Bassi (bandiera) | C     | Donny Warmerdam     |
| 9  | Paesi Bassi (bandiera) | A     | Devin Haen          |
| 10 | Marocco (bandiera)     | A     | Mimoun Mahi         |
| 12 | Paesi Bassi (bandiera) | D     | Jim van der Logt    |
| 14 | Paesi Bassi (bandiera) | D     | Joran Hardeman      |
| 16 | Paesi Bassi (bandiera) | P     | Ties Wieggers       |
| 17 | Paesi Bassi (bandiera) | A     | Elie Raterink       |
| 18 | Paesi Bassi (bandiera) | C     | Giovanni Büttner    |
| 20 | Paesi Bassi (bandiera) | D     | Rio Hillen          |
| 21 | Belgio (bandiera)      | C     | Hamza Bouihrouchane |
| 22 | Capo Verde (bandiera)  | D     | Jeffrey Fortes      |

| N. |                        | Ruolo | Calciatore          |
| -- | ---------------------- | ----- | ------------------- |
| 23 | Paesi Bassi (bandiera) | C     | Philip Brittijn     |
| 24 | Paesi Bassi (bandiera) | C     | Mees Kaandorp       |
| 25 | Paesi Bassi (bandiera) | A     | Levi Schoppema      |
| 26 | Paesi Bassi (bandiera) | C     | Blnd Hassan         |
| 28 | Paesi Bassi (bandiera) | D     | Alexander Büttner   |
| 30 | Paesi Bassi (bandiera) | C     | Tristan van Gilst   |
| 31 | Paesi Bassi (bandiera) | C     | Sam Bisselink       |
| 32 | Paesi Bassi (bandiera) | D     | Jesse Oostendorp    |
| 33 | Turchia (bandiera)     | A     | Başar Önal          |
| 34 | Paesi Bassi (bandiera) | C     | Anis Yadir          |
| 35 | Paesi Bassi (bandiera) | P     | Thijs Jansen        |
| 36 | Paesi Bassi (bandiera) | D     | Jesper van Riel     |
| 42 | Paesi Bassi (bandiera) | C     | Stan Wevers         |
| 45 | Paesi Bassi (bandiera) | C     | Ezra van der Heiden |
| 48 | Paesi Bassi (bandiera) | P     | Edwin Danquah       |

### Rosa 2022-2023
| N. |                        | Ruolo | Calciatore          |
| -- | ---------------------- | ----- | ------------------- |
| 1  | Paesi Bassi (bandiera) | P     | Hidde Jurjus        |
| 2  | Paesi Bassi (bandiera) | D     | Julian Lelieveld    |
| 3  | Paesi Bassi (bandiera) | D     | Jan Lammers         |
| 4  | Paesi Bassi (bandiera) | D     | Xandro Schenk       |
| 5  | Paesi Bassi (bandiera) | D     | Roland Baas         |
| 6  | Paesi Bassi (bandiera) | C     | Elmo Lieftink       |
| 7  | Paesi Bassi (bandiera) | C     | Hicham Acheffay     |
| 8  | Paesi Bassi (bandiera) | C     | Jesse Schuurman     |
| 9  | Paesi Bassi (bandiera) | A     | Danzell Gravenberch |
| 10 | Paesi Bassi (bandiera) | C     | Danny Verbeek       |
| 11 | Paesi Bassi (bandiera) | C     | Giovanni Korte      |
| 14 | Paesi Bassi (bandiera) | C     | Camiel Neghli       |
| 16 | Paesi Bassi (bandiera) | P     | Nick van den Dam    |
| 17 | Paesi Bassi (bandiera) | C     | Milan Hilderink     |

| N. |                        | Ruolo | Calciatore              |
| -- | ---------------------- | ----- | ----------------------- |
| 18 | Paesi Bassi (bandiera) | C     | Jonathan Opoku          |
| 19 | Paesi Bassi (bandiera) | C     | Rick Dekker             |
| 20 | Paesi Bassi (bandiera) | A     | Sam Hendriks            |
| 21 | Capo Verde (bandiera)  | D     | Jeffrey Fortes          |
| 22 | Paesi Bassi (bandiera) | A     | Devin Haen              |
| 23 | Paesi Bassi (bandiera) | C     | Philip Brittijn         |
| 24 | Paesi Bassi (bandiera) | C     | Mees Kaandorp           |
| 25 | Paesi Bassi (bandiera) | A     | Joey Konings            |
| 26 | Paesi Bassi (bandiera) | C     | Ebbe Wenting            |
| 27 | Paesi Bassi (bandiera) | C     | Thomas Kleinpenning     |
| 28 | Paesi Bassi (bandiera) | D     | Alexander Büttner       |
| 32 | Paesi Bassi (bandiera) | P     | Guus Vaags              |
| 43 | Paesi Bassi (bandiera) | C     | Jonathan Vergara Berrio |
|    | Ecuador (bandiera)     | A     | Joel Valencia           |

### Rosa 2021-2022
| N. |                        | Ruolo | Calciatore          |
| -- | ---------------------- | ----- | ------------------- |
| 1  | Paesi Bassi (bandiera) | P     | Hidde Jurjus        |
| 2  | Paesi Bassi (bandiera) | D     | Julian Lelieveld    |
| 3  | Paesi Bassi (bandiera) | D     | Jasper Van Heertum  |
| 4  | Paesi Bassi (bandiera) | D     | Ted van de Pavert   |
| 5  | Paesi Bassi (bandiera) | D     | Roland Baas         |
| 6  | Paesi Bassi (bandiera) | C     | Elmo Lieftink       |
| 7  | Paesi Bassi (bandiera) | C     | Hicham Acheffay     |
| 8  | Paesi Bassi (bandiera) | C     | Jesse Schuurman     |
| 9  | Paesi Bassi (bandiera) | A     | Danzell Gravenberch |
| 10 | Paesi Bassi (bandiera) | C     | Danny Verbeek       |
| 11 | Paesi Bassi (bandiera) | C     | Giovanni Korte      |
| 14 | Paesi Bassi (bandiera) | C     | Camiel Neghli       |
| 16 | Paesi Bassi (bandiera) | P     | Nick van den Dam    |
| 17 | Paesi Bassi (bandiera) | C     | Milan Hilderink     |

| N. |                        | Ruolo | Calciatore              |
| -- | ---------------------- | ----- | ----------------------- |
| 18 | Paesi Bassi (bandiera) | C     | Jonathan Opoku          |
| 19 | Paesi Bassi (bandiera) | C     | Rick Dekker             |
| 20 | Paesi Bassi (bandiera) | A     | Sam Hendriks            |
| 21 | Capo Verde (bandiera)  | D     | Jeffrey Fortes          |
| 22 | Paesi Bassi (bandiera) | A     | Devin Haen              |
| 23 | Paesi Bassi (bandiera) | C     | Philip Brittijn         |
| 24 | Paesi Bassi (bandiera) | C     | Mees Kaandorp           |
| 25 | Paesi Bassi (bandiera) | A     | Joey Konings            |
| 26 | Paesi Bassi (bandiera) | C     | Ebbe Wenting            |
| 27 | Paesi Bassi (bandiera) | C     | Thomas Kleinpenning     |
| 28 | Belgio (bandiera)      | C     | Hamza Bouihrouchan      |
| 32 | Paesi Bassi (bandiera) | P     | Guus Vaags              |
| 43 | Paesi Bassi (bandiera) | C     | Jonathan Vergara Berrio |
|    | Ecuador (bandiera)     | A     | Joel Valencia           |

### Rosa 2020-2021
| N. |                        | Ruolo | Calciatore         |
| -- | ---------------------- | ----- | ------------------ |
| 1  | Paesi Bassi (bandiera) | P     | Rody de Boer       |
| 2  | Paesi Bassi (bandiera) | D     | Julian Lelieveld   |
| 3  | Paesi Bassi (bandiera) | D     | Jasper Van Heertum |
| 4  | Paesi Bassi (bandiera) | D     | Ted van de Pavert  |
| 5  | Paesi Bassi (bandiera) | D     | Jordy Tutuarima    |
| 6  | Paesi Bassi (bandiera) | C     | Elmo Lieftink      |
| 7  | Paesi Bassi (bandiera) | C     | Sven Blummel       |
| 8  | Paesi Bassi (bandiera) | C     | Jesse Schuurman    |
| 9  | Paesi Bassi (bandiera) | A     | Ralf Seuntjens     |
| 11 | Paesi Bassi (bandiera) | C     | Daryl van Mieghem  |
| 16 | Paesi Bassi (bandiera) | P     | Jordy Rondeel      |

| N. |                        | Ruolo | Calciatore              |
| -- | ---------------------- | ----- | ----------------------- |
| 18 | Paesi Bassi (bandiera) | C     | Jonathan Opoku          |
| 19 | Paesi Bassi (bandiera) | C     | Rick Dekker             |
| 21 | Paesi Bassi (bandiera) | D     | Toine van Huizen        |
| 22 | Paesi Bassi (bandiera) | C     | Danny Verbeek           |
| 24 | Paesi Bassi (bandiera) | D     | Roland Baas             |
| 25 | Paesi Bassi (bandiera) | A     | Joey Konings            |
| 27 | Grecia (bandiera)      | C     | Giannīs Mystakidīs      |
| 30 | Paesi Bassi (bandiera) | C     | Milan Hilderink         |
| 32 | Paesi Bassi (bandiera) | P     | Guus Vaags              |
| 43 | Paesi Bassi (bandiera) | C     | Jonathan Vergara Berrio |
| 47 | Paesi Bassi (bandiera) | C     | Mo Hamdaoui             |

### Rosa 2019-2020
| N. |                        | Ruolo | Calciatore            |
| -- | ---------------------- | ----- | --------------------- |
| 1  | Paesi Bassi (bandiera) | P     | Hidde Jurjus          |
| 3  | Paesi Bassi (bandiera) | D     | Jasper Van Heertum    |
| 4  | Paesi Bassi (bandiera) | D     | Ted van de Pavert     |
| 5  | Paesi Bassi (bandiera) | D     | Jordy Tutuarima       |
| 6  | Paesi Bassi (bandiera) | C     | Frank Olijve          |
| 7  | Paesi Bassi (bandiera) | C     | Branco van den Boomen |
| 8  | Paesi Bassi (bandiera) | C     | Javier Vet            |
| 9  | Paesi Bassi (bandiera) | A     | Ralf Seuntjens        |
| 10 | Paesi Bassi (bandiera) | C     | Stef Nijland          |
| 11 | Paesi Bassi (bandiera) | C     | Daryl van Mieghem     |
| 12 | Paesi Bassi (bandiera) | A     | Jordy Thomassen       |
| 14 | Paesi Bassi (bandiera) | C     | Jeremy Helmer         |
| 16 | Paesi Bassi (bandiera) | P     | Jordy Rondeel         |

| N. |                        | Ruolo | Calciatore              |
| -- | ---------------------- | ----- | ----------------------- |
| 17 | Paesi Bassi (bandiera) | C     | Dylan Chiazor           |
| 18 | Paesi Bassi (bandiera) | C     | Jesse Schuurman         |
| 21 | Paesi Bassi (bandiera) | D     | Toine van Huizen        |
| 23 | Paesi Bassi (bandiera) | C     | Matthijs van Nispen     |
| 24 | Paesi Bassi (bandiera) | D     | Roland Baas             |
| 30 | Paesi Bassi (bandiera) | D     | Milan Hilderink         |
| 32 | Paesi Bassi (bandiera) | P     | Nick van den Dam        |
| 34 | Aruba (bandiera)       | C     | Gregor Breinburg        |
| 43 | Paesi Bassi (bandiera) | C     | Jonathan Vergara Berrio |
| 44 | Paesi Bassi (bandiera) | D     | Leeroy Owusu            |
| 47 | Paesi Bassi (bandiera) | C     | Mohamed Hamdaoui        |
| 48 | Paesi Bassi (bandiera) | P     | Guus Vaags              |

### Rosa 2018-2019
| N. |                        | Ruolo | Calciatore        |
| -- | ---------------------- | ----- | ----------------- |
| 2  | Paesi Bassi (bandiera) | D     | Bart Straalman    |
| 3  | Paesi Bassi (bandiera) | D     | Ted van de Pavert |
| 4  | Paesi Bassi (bandiera) | D     | Lars Nieuwpoort   |
| 5  | Paesi Bassi (bandiera) | D     | Jordy Tutuarima   |
| 6  | Paesi Bassi (bandiera) | C     | Robert Klaasen    |
| 7  | Paesi Bassi (bandiera) | C     | Furdjel Narsingh  |
| 8  | Paesi Bassi (bandiera) | C     | Javier Vet        |
| 10 | Paesi Bassi (bandiera) | C     | Stef Nijland      |
| 11 | Paesi Bassi (bandiera) | C     | Daryl van Mieghem |
| 12 | Paesi Bassi (bandiera) | P     | Nigel Bertrams    |
| 13 | Paesi Bassi (bandiera) | P     | Jordy Rondeel     |
| 14 | Paesi Bassi (bandiera) | D     | Tim Keurntjes     |
| 15 | Paesi Bassi (bandiera) | D     | Ruben Ligeon      |
| 17 | Paesi Bassi (bandiera) | P     | Hidde Jurjus      |

| N. |                        | Ruolo | Calciatore         |
| -- | ---------------------- | ----- | ------------------ |
| 18 | Paesi Bassi (bandiera) | C     | Erik Bakker        |
| 19 | Paesi Bassi (bandiera) | A     | Jordy Thomassen    |
| 20 | Paesi Bassi (bandiera) | C     | Youssef El Jebli   |
| 21 | Paesi Bassi (bandiera) | A     | Kyvon Leidsman     |
| 22 | Paesi Bassi (bandiera) | C     | Fabian Serrarens   |
| 23 | Paesi Bassi (bandiera) | D     | Sven Nieuwpoort    |
| 24 | Paesi Bassi (bandiera) | C     | Elvio van Overbeek |
| 25 | Paesi Bassi (bandiera) | C     | Delano Burgzorg    |
| 28 | Paesi Bassi (bandiera) | C     | Frank Olijve       |
| 36 | Paesi Bassi (bandiera) | C     | Koen Huntelaar     |
| 37 | Paesi Bassi (bandiera) | D     | Jurre Vreman       |
| 44 | Paesi Bassi (bandiera) | D     | Leeroy Owusu       |
| 47 | Paesi Bassi (bandiera) | C     | Mohamed Hamdaoui   |

### Rosa 2017-2018
| N. |                        | Ruolo | Calciatore           |
| -- | ---------------------- | ----- | -------------------- |
| 1  | Polonia (bandiera)     | P     | Filip Bednarek       |
| 2  | Paesi Bassi (bandiera) | D     | Bart Straalman       |
| 3  | Paesi Bassi (bandiera) | D     | Kevin van Diermen    |
| 4  | Paesi Bassi (bandiera) | D     | Lars Nieuwpoort      |
| 5  | Paesi Bassi (bandiera) | D     | Jordy Tutuarima      |
| 6  | Paesi Bassi (bandiera) | C     | Robert Klaasen       |
| 7  | Paesi Bassi (bandiera) | C     | Elvio van Overbeek   |
| 8  | Paesi Bassi (bandiera) | C     | Tim Receveur         |
| 9  | Curaçao (bandiera)     | A     | Anthony van den Hurk |
| 10 | Paesi Bassi (bandiera) | C     | Mark Diemers         |
| 11 | Paesi Bassi (bandiera) | C     | Daryl van Mieghem    |
| 12 | Paesi Bassi (bandiera) | D     | Myenty Abena         |

| N. |                        | Ruolo | Calciatore       |
| -- | ---------------------- | ----- | ---------------- |
| 13 | Paesi Bassi (bandiera) | A     | Sjoerd Ars       |
| 14 | Paesi Bassi (bandiera) | D     | Tim Keurntjes    |
| 15 | Scozia (bandiera)      | C     | Andy Driver      |
| 16 | Paesi Bassi (bandiera) | P     | Jordy Rondeel    |
| 18 | Iran (bandiera)        | P     | Agil Etemadi     |
| 20 | Paesi Bassi (bandiera) | C     | Youssef El Jebli |
| 22 | Paesi Bassi (bandiera) | C     | Fabian Serrarens |
| 23 | Paesi Bassi (bandiera) | D     | Sven Nieuwpoort  |
| 36 | Paesi Bassi (bandiera) | C     | Koen Huntelaar   |
| 37 | Paesi Bassi (bandiera) | D     | Jurre Vreman     |
| 39 | Paesi Bassi (bandiera) | A     | Marlon Versteeg  |

### Rosa 2016-2017
| N. |                        | Ruolo | Calciatore        |
| -- | ---------------------- | ----- | ----------------- |
| 1  | Polonia (bandiera)     | P     | Filip Bednarek    |
| 2  | Paesi Bassi (bandiera) | D     | Nathaniël Will    |
| 3  | Paesi Bassi (bandiera) | D     | Bart Straalman    |
| 4  | Paesi Bassi (bandiera) | D     | Jan Lammers       |
| 5  | Turchia (bandiera)     | D     | Tolgahan Çiçek    |
| 6  | Paesi Bassi (bandiera) | C     | Lion Kaak         |
| 7  | Paesi Bassi (bandiera) | C     | Youssef El Jebli  |
| 8  | Paesi Bassi (bandiera) | C     | Mark Diemers      |
| 9  | Polonia (bandiera)     | A     | Piotr Parzyszek   |
| 10 | Paesi Bassi (bandiera) | C     | Dean Koolhof      |
| 11 | Paesi Bassi (bandiera) | C     | Alexander Bannink |
| 12 | Paesi Bassi (bandiera) | D     | Luis Pedro        |
| 14 | Paesi Bassi (bandiera) | C     | Bryan Smeets      |

| N. |                        | Ruolo | Calciatore         |
| -- | ---------------------- | ----- | ------------------ |
| 15 | Inghilterra (bandiera) | C     | Andy Driver        |
| 16 | Paesi Bassi (bandiera) | P     | Jasper Heusinkveld |
| 18 | Paesi Bassi (bandiera) | D     | Tim Linthorst      |
| 19 | Paesi Bassi (bandiera) | A     | Erik Quekel        |
| 22 | Paesi Bassi (bandiera) | D     | Tim Keurntjes      |
| 23 | Paesi Bassi (bandiera) | D     | Sven Nieuwpoort    |
| 27 | Paesi Bassi (bandiera) | D     | Abdelilah El Malki |
| 32 | Paesi Bassi (bandiera) | D     | Niek van den Berg  |
| 33 | Paesi Bassi (bandiera) | P     | Eric Verstappen    |
| 36 | Paesi Bassi (bandiera) | C     | Aron de Koning     |
| 37 | Paesi Bassi (bandiera) | D     | Jurre Vreman       |
| 38 | Paesi Bassi (bandiera) | C     | Koen Huntelaar     |
| 39 | Paesi Bassi (bandiera) | A     | Marlon Versteeg    |

### Rosa 2015-2016
| N. |                        | Ruolo | Calciatore        |
| -- | ---------------------- | ----- | ----------------- |
| 1  | Paesi Bassi (bandiera) | P     | Hidde Jurjus      |
| 2  | Paesi Bassi (bandiera) | D     | Thijs Bouma       |
| 3  | Paesi Bassi (bandiera) | D     | Robin Pröpper     |
| 4  | Paesi Bassi (bandiera) | D     | Ted van de Pavert |
| 5  | Paesi Bassi (bandiera) | D     | Jeroen Tesselar   |
| 6  | Paesi Bassi (bandiera) | C     | Lion Kaak         |
| 7  | Paesi Bassi (bandiera) | C     | Alexander Bannink |
| 8  | Belgio (bandiera)      | C     | Karim Tarfi       |
| 9  | Paesi Bassi (bandiera) | A     | Vincent Vermeij   |
| 10 | Paesi Bassi (bandiera) | C     | Dean Koolhof      |
| 11 | Paesi Bassi (bandiera) | A     | Erik Quekel       |
| 12 | Paesi Bassi (bandiera) | D     | Bart Straalman    |
| 13 | Paesi Bassi (bandiera) | A     | Cas Peters        |

| N. |                        | Ruolo | Calciatore         |
| -- | ---------------------- | ----- | ------------------ |
| 14 | Paesi Bassi (bandiera) | C     | Bryan Smeets       |
| 15 | Scozia (bandiera)      | C     | Andy Driver        |
| 16 | Paesi Bassi (bandiera) | P     | Jasper Heusinkveld |
| 17 | Belgio (bandiera)      | A     | Nathan Kabasele    |
| 18 | Paesi Bassi (bandiera) | D     | Tim Linthorst      |
| 19 | Paesi Bassi (bandiera) | D     | Nathaniël Will     |
| 20 | Paesi Bassi (bandiera) | A     | Youssef El Jebli   |
| 23 | Ungheria (bandiera)    | A     | Kristopher Vida    |
| 24 | Paesi Bassi (bandiera) | D     | Jan Lammers        |
| 25 | Paesi Bassi (bandiera) | D     | Tolghan Çiçek      |
| 29 | Paesi Bassi (bandiera) | D     | Tom Menting        |
| 41 | Paesi Bassi (bandiera) | P     | Eric Verstappen    |

### Rose delle stagioni precedenti
- 2011-2012
- 2012-2013
- 2014-2015